# Tuvinská aratská republika
Tuvinská aratská republika (zkratkou TAR; tuvinsky latinkou Тьʙа Arat Respuʙlik, tuvinsky cyrilicí Тыва Арат Республик, orgány SSSR užíván název Tuvinská lidová republika, rusky Тувинская Народная Республика) byl částečně uznaný stát v oblasti jižní Sibiře hraničící s Ruskem a Mongolskem. TAR existovala v letech 1921–1944 a byla uznána pouze Sovětským svazem (1924) a Mongolskou lidovou republikou (1926). Jednalo se po Sovětském svazu o druhý stát s komunistickou vládou na světě. Roku 1944 vstoupila TAR do soustavy SSSR jako Tuvinská autonomní oblast v rámci Ruské sovětské federativní socialistické republiky (zkratka: RSFSR).

## Historie

### Vznik
TAR byla vyhlášena na území ruského protektorátu Urjanchajského kraje po Velké říjnové socialistické revoluci. 18. června 1918 jednohlasně přijal společný sjezd ruských a tuvinských sovětů Smlouvu o samostatnosti Tuvy, přátelství a vzájemné pomoci ruského a tuvinského lidu. V červenci téhož roku oblast obsadila bílá Kolčakova vojska, takže k reálnému vzniku samostatného státu nedošlo. V červenci 1919 Tuvu obsadila Rudá armáda, což znamenalo trvalé ustanovení sovětské vlády v kraji. V polovině roku 1921 místní komunisté s podporou Rudé armády vyhlásili suverenitu Tuvy a 13. srpna téhož roku se ve vsi Sug-Baži poprvé sešel Všetuvinský velký chural, kterého se účastnila i delegace RSFSR. Zde byla vyhlášena Lidová republika Tannu-Tuva pod ochranou RSFSR, sestavena vláda a přijata první ústava.

### Meziválečná doba
Roku 1923 zemi opustila Rudá armáda. TAR se roku 1924 dočkala oficiálního uznání ze strany Sovětského svazu a v roce 1926 i ze strany Mongolské lidové republiky, která si původně na území dělala nárok. Vláda TAR po celou dobu existence státu kopírovala politickou linii SSSR. Na přelomu dvacátých a třicátých let byla provedena kolektivizace, zaváděna protináboženská opatření, která dobře ilustrují statistická data: roku 1929 bylo na území TAR 25 buddhistických klášterů a okolo 4 000 lámů a šamanů, roku 1931 se vykazoval jeden klášter a 730 duchovních. Několikrát byly provedeny čistky v Tuvinské lidové revoluční straně.

### Druhá světová válka
Po napadení Sovětského svazu nacistickým Německem vyjádřila vláda TAR Moskvě plnou podporu a 25. července 1941 vyhlásila válku Německu. Tuva darovala SSSR státní zlatý poklad a poskytovala mu materiální pomoc (50 000 koní, 52 000 párů lyží, 15 000 párů válenek,...). Roku 1942 byla vyhlášena mobilizace ruskojazyčných občanů do Rudé armády Sovětského svazu, spolu s tuvinskými dobrovolníky jich na frontě bojovalo okolo 8 000.

### Zánik

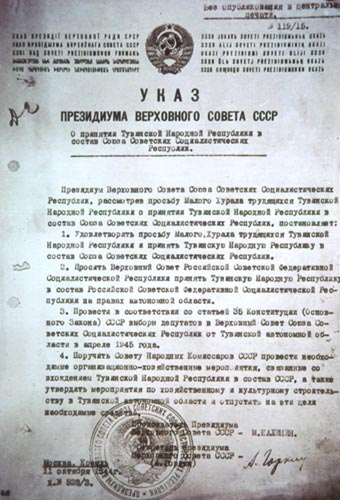
Výnos Nejvyššího sovětu SSSR o přijetí TAR do SSSR

17. srpna 1944 vydal Malý chural Tuvinské aratské republiky Deklaraci o vstupu TAR do SSSR. Nejvyšší sovět SSSR žádost 11. 10. toho roku přijal a začlenil TAR jako Tuvinskou autonomní oblast do RSFSR. Na konci osmdesátých let autonomní oblast povýšila na autonomní sovětskou socialistickou republiku. Po rozpadu SSSR je Republika Tuva součástí Ruské federace.

## Státní správa
Nejvyšším zákonodárným orgánem byl Všetuvinský velký chural, který se za dobu existence samostatného státu sešel desetkrát. V období mezi těmito sjezdy přebíral pravomoci velkého churalu Malý chural TAR. Výkonnou moc představoval Sovět ministrů TAR.

## Státní symbolika

státní znak:
1926–1930
1930
1930–1935
1935–1939
1939–1941
1941–1943
1943–1944